# 霧矢大夢
霧矢 大夢（きりや ひろむ、10月2日 - ）は、日本の女優。元宝塚歌劇団月組トップスター。
大阪府岸和田市、久米田高等学校出身。身長167cm。愛称は「きりやん」。
所属事務所はオレンジブルーカンパニー。

## 来歴
1992年、宝塚音楽学校入学。
1994年、音楽学校卒業後、宝塚歌劇団に80期生として首席入団。花組公演「ブラック・ジャック／火の鳥」で初舞台。
1995年、組まわりを経て花組に配属。
小柄ながら三拍子揃った実力派として注目を集め、1996年、純名里沙退団公演となる「ハウ・トゥー・サクシード」で、新人公演初主演。入団3年目での抜擢となった。
1997年9月16日付で月組へと組替え。
1999年、真琴つばさ・檀れいトップコンビ大劇場お披露目となるショー「ノバ・ボサ・ノバ」で、新人公演単独初主演。その後も3度に渡って新人公演主演を務める。
2000年の「更に狂はじ」（日本青年館・バウホール公演）で、大和悠河とバウホール・東上公演ダブル主演。
2002年の「SLAPSTICK」（バウホール・日本青年館公演）で、バウホール・東上公演単独初主演。
2003年に初期の膠原病と診断され、主演予定だった「なみだ橋 えがお橋」（バウホール・日本青年館公演）を降板。約半年の休養を余儀なくされるが、同年末より舞台復帰。
その後もスター候補生として、3度に渡って東上公演単独主演を務める。
2005年に瀬奈じゅんが月組トップスターに就任後は、月組2番手に昇格。
2008年には「ME AND MY GIRL」（博多座公演）で主演。
2009年12月28日付で月組トップスターに就任。相手役に星組から蒼乃夕妃を迎え、翌年の「THE SCARLET PIMPERNEL」でトップコンビ大劇場お披露目。
蒼乃とのレベルの高いデュエットダンスは、毎公演ショーの見せ場となるなど活躍したが、2012年4月22日、「エドワード8世／Misty Station」東京公演千秋楽をもって、宝塚歌劇団を蒼乃と同時退団。
退団後は舞台を中心に活動を続けている。
2014年、第22回読売演劇大賞の優秀女優賞を受賞。

## 宝塚歌劇団時代の主な舞台

### 初舞台
- 1994年3 - 5月、花組『ブラック・ジャック 危険な賭け』『火の鳥』（宝塚大劇場）

### 組まわり
- 1994年7月、花組『ブラック・ジャック 危険な賭け』『火の鳥』（東京宝塚劇場）
- 1994年11 - 12月、雪組『雪之丞変化』『サジタリウス』（宝塚大劇場のみ）

### 花組時代
- 1995年1月、雪組『アリア 夢唄』（ドラマシティ）
- 1995年6 - 8月、『エデンの東』『ダンディズム!』（宝塚大劇場）
- 1995年9月、『チャンピオン!-蘇る伝説-』（バウホール・日本青年館）
- 1995年11月、『エデンの東』『ダンディズム!』（東京宝塚劇場）
- 1996年1 - 4月、『花は花なり』『ハイペリオン』
- 1996年6 - 8月、『ハウ・トゥー・サクシード』（宝塚大劇場） - 新人公演：ジェイ・ピエルポント・フィンチ（本役：真矢みき） 新人公演初主演[注釈 1][5]
- 1996年9 - 10月、『エデンの東』『ダンディズム!』（全国ツアー）
- 1996年11月、『ハウ・トゥー・サクシード』（東京宝塚劇場） - 新人公演：ジェイ・ピエルポント・フィンチ（本役：真矢みき）[注釈 1][5]
- 1996年12 - 1997年1月、『香港夜想曲』（バウホール）
- 1997年2 - 3月、『失われた楽園』 - 新人公演：マックス・ジョンソン（本役：海峡ひろき）『サザンクロス・レビュー』（宝塚大劇場）
- 1997年4 - 5月、『君に恋して ラビリンス!』（バウホール）
- 1997年6月、『失われた楽園』 - 新人公演：マックス・ジョンソン（本役：海峡ひろき）『サザンクロス・レビュー』（東京宝塚劇場）
- 1997年8 - 9月、『ザッツ・レビュー』（宝塚大劇場のみ） - 弥太、新人公演：竹柴正作（本役：匠ひびき）／ブーケ・ダムールの紳士S（本役：真矢みき）

### 月組時代
- 1997年11月、『EL DORADO』（東京宝塚劇場のみ） - イダリ、新人公演：ガルシア（本役：初風緑）
- 1997年12月、『Alas』（ドラマシティ）
- 1998年2 - 7月、『WEST SIDE STORY』 - ベイビージョン、新人公演：ベルナルド（本役：紫吹淳）[8]
- 1998年7 - 8月、『永遠物語』（バウホール） - 冬吉
- 1998年9 - 10月、『黒い瞳』 - トリオ（愛）、新人公演：シヴァーブリン少尉（本役：初風緑）『ル・ボレロ・ルージュ』（宝塚大劇場）
- 1998年11 - 12月、『シンデレラ・ロック』（バウホール） - ドニー
- 1999年1 - 2月、『黒い瞳』 - トリオ（愛）、新人公演：シヴァーブリン少尉（本役：初風緑）『ル・ボレロ・ルージュ』（1000days劇場） トリプルエトワール
- 1999年3 - 4月、『から騒ぎ』（バウホール） - ブランディー・パレット
- 1999年5 - 6月、『螺旋のオルフェ』 - レオン『ノバ・ボサ・ノバ』 - ピエロ、新人公演：ソール（本役：真琴つばさ）（宝塚大劇場） 新人公演主演[7][8]
- 1999年7月、『ブエノスアイレスの風』（神戸国際会館・日本青年館） - マルセーロ
- 1999年8 - 9月、『螺旋のオルフェ』 - レオン『ノバ・ボサ・ノバ』 - ピエロ、新人公演：ソール（本役：真琴つばさ）（1000days劇場）[7][8]
- 1999年10 - 11月、第1回中国公演『夢幻花絵巻』『ブラボー!タカラヅカ』（北京・上海）[10]
- 1999年11 - 12月、『うたかたの恋』 - モーリス大尉『ブラボー!タカラヅカ』（全国ツアー）
- 2000年2 - 4月、『LUNA』 - ビル、新人公演：ブライアン（本役：紫吹淳）『BLUE・MOON・BLUE』（宝塚大劇場のみ）
- 2000年6 - 7月、ベルリン公演『宝塚 雪・月・花』『サンライズ・タカラヅカ』（フリードリッヒシュタット・パラスト劇場）[10]
- 2000年7 - 8月、『更に狂はじ』（日本青年館・バウホール） - 観世三郎元重 バウ・東上W主演[9]
- 2000年9 - 11月、『ゼンダ城の虜』 - ウィルヘルム、新人公演：ルドルフ・ラッセンディル（本役：真琴つばさ）『ジャズマニア』（宝塚大劇場のみ） 新人公演主演[16][8]
- 2001年1 - 2月、『いますみれ花咲く』『愛のソナタ』 - オルグ（東京宝塚劇場）
- 2001年3月、『Practical Joke（ワルフザケ）』（ドラマシティ・赤坂ACTシアター） - マウロ・カダローラ
- 2001年5 - 7月、『愛のソナタ』 - オルグ『ESP!!』（宝塚大劇場） エトワール
- 2001年8 - 9月、『大海賊』 - 聞き耳『ジャズマニア』（東京宝塚劇場のみ）
- 2001年10 - 11月、『大海賊』 - キッド『ジャズマニア』（全国ツアー）
- 2002年1 - 5月、『ガイズ&ドールズ』 - アデレイド[10][17]
- 2002年6月、『SLAPSTICK』（バウホール・日本青年館） - マック・セネット 東上主演[10]
- 2002年8 - 12月、『長い春の果てに』 - アルノー『With a Song in my Heart』[10]
- 2003年2月、『長い春の果てに』 - アルノー『With a Song in my Heart』（中日劇場）
- 2003年4 - 7月、『花の宝塚風土記（ふどき）』『シニョール ドン・ファン』 - ジョゼッペ・ペルゴーニ[注釈 2][10][11]
- 2003年11 - 2004年3月、『薔薇の封印』 - クリフォード／ルイ14世[10]
- 2004年4 - 5月、『愛しき人よ-イトシキヒトヨ-』（バウホール・日本青年館） - 遠藤和実 東上主演[13]
- 2004年8 - 11月、花組『La Esperanza（ラ・エスペランサ）』 - ファビエル『TAKARAZUKA舞夢!』[18]
- 2005年2 - 5月、『エリザベート』 - ルイジ・ルキーニ[18]
- 2005年7月、『Ernest in Love』（梅田芸術劇場） - アルジャノン・モンクリーフ[18]
- 2005年9 - 12月、『JAZZYな妖精たち』 - ウォルター・クーフリン『REVUE OF DREAMS』
- 2006年1月、星組『ベルサイユのばら-フェルゼンとマリー・アントワネット編-』（宝塚大劇場） - オスカル・フランソワ・ド・ジャルジェ[注釈 3][18][17]
- 2006年1 - 2月、『あかねさす紫の花』 - 中大兄皇子『REVUE OF DREAMS』（中日劇場）
- 2006年5 - 8月、『暁（あかつき）のローマ』 - アントニウス『レ・ビジュー・ブリアン』[18]
- 2006年10月、『オクラホマ!』（日生劇場） - ジャッド・フライ[18]
- 2007年1 - 4月、『パリの空よりも高く』 - ギスターブ・エッフェル『ファンシー・ダンス』
- 2007年5 - 6月、『大坂侍』（バウホール・日本青年館） - 鳥居又七 東上主演[12]
- 2007年8 - 11月、『MAHOROBA』『マジシャンの憂鬱』 - ボルディジャール
- 2007年12 - 2008年1月、『A-“R”ex』（ドラマシティ・日本青年館） - ディオ（ディオニュソス）
- 2008年3 - 7月、『ME AND MY GIRL』 - ジョン・トレメイン卿
- 2008年8月、『ME AND MY GIRL』（博多座） - ウイリアム・スナイブスン（ビル） 主演[14]
- 2008年11 - 2009年2月、『夢の浮橋』 - 薫『Apasionado!!』
- 2009年5 - 8月、『エリザベート』 - フランツ・ヨーゼフ
- 2009年10 - 12月、『ラスト プレイ』 - ムーア『Heat on Beat!（ヒート オン ビート）』

### 月組トップスター時代
- 2010年2月、『紫子』 - 紫子／佐伯碧生『Heat on Beat!』（中日劇場） トップお披露目公演[17]
- 2010年4 - 7月、『THE SCARLET PIMPERNEL（スカーレット ピンパーネル）』 - パーシー・ブレイクニー 大劇場トップお披露目公演[4][15]
- 2010年9 - 11月、『ジプシー男爵-Der Zigeuner Baron-』 - シュテルク・バリンカイ『Rhapsodic Moon（ラプソディック・ムーン）』
- 2010年12 - 2011年1月、『STUDIO 54（スタジオ フィフティフォー）』（ドラマシティ・日本青年館） - ホーリー・アシュレイ
- 2011年3 - 5月、『バラの国の王子』 - 野獣（王子）『ONE』
- 2011年7 - 10月、『アルジェの男』 - ジュリアン・クレール『Dance Romanesque（ダンス ロマネスク）』
- 2011年11 - 12月、『我が愛は山の彼方に』 - 朴秀民『Dance Romanesque（ダンス ロマネスク）』（全国ツアー）
- 2012年2 - 4月、『エドワード8世』 - デイヴィッド（エドワード8世）『Misty Station』 退団公演[4]

### 出演イベント
- 1995年6月、『エデンの東』『ダンディズム!』前夜祭
- 1996年3月、真矢みきディナーショー『nice Guy!』
- 1997年9 - 10月、香寿たつきディナーショー『Kojuの森』
- 1998年1月、『WEST SIDE STORY』前夜祭
- 1998年4 - 5月、ディナーショー『Color』
- 1998年5月、'98TCAスペシャル『タカラジェンヌ!』
- 1999年5月、'99TCAスペシャル『ハロー!ワンダフル・タイム』
- 2000年9月、TCAスペシャル2000『KING OF REVUE』
- 2001年6月、TCAスペシャル2001『タカラヅカ夢世紀』
- 2001年7月、『月組エンカレッジ・コンサート』
- 2002年6月、TCAスペシャル2002『DREAM』
- 2002年10月、第43回『宝塚舞踊会』
- 2003年6月、TCAスペシャル2003『ディア・グランド・シアター』
- 2004年7月、TCAスペシャル2004『タカラヅカ90』
- 2004年11月、『ベルサイユのばら30』
- 2004年12月、霧矢大夢ディナーショー『Sweet & Chic』 主演[19]
- 2005年1月、『宝塚歌劇チャリティコンサート』
- 2005年6月、『ゴールデン・ステップス』
- 2005年8月、平成若衆歌舞伎『花競（はなくらべ）かぶき絵巻』[注釈 4][18]
- 2005年12 - 2006年1月、『Broadway Gala Concert 2005-2006』[注釈 4][18]
- 2006年9月、TCAスペシャル2006『ワンダフル・ドリーマーズ』
- 2007年9月、TCAスペシャル2007『アロー!レビュー!』
- 2008年3月、『ME AND MY GIRL』前夜祭
- 2008年12月、タカラヅカスペシャル2008『La Festa!』
- 2009年3月、霧矢大夢ディナーショー『K COLLECTION』 主演[20]
- 2009年6月、『百年への道』
- 2011年12月、タカラヅカスペシャル2011『明日に架ける夢』
- 2012年3月、霧矢大夢ディナーショー『Grand Dreamer』 主演[21]

## 宝塚歌劇団退団後の主な活動

### 舞台
- 2013年5 - 6月、『マイ・フェア・レディ』（日生劇場・金沢歌劇座・キャナルシティ劇場・愛知県芸術劇場・オリックス劇場） - イライザ[注釈 5][22]
- 2014年6月、『オーシャンズ11』（東急シアターオーブ） - クィーン・ダイアナ[23]
- 2014年8月、『I DO! I DO! 』（赤坂RED/THEATER） - アグネス[24]
- 2014年12 - 2015年1月『ヴェローナの二紳士』（日生劇場・キャナルシティ劇場・愛知県芸術劇場・梅田芸術劇場） - シルヴィア[25]
- 2015年9 - 10月、『ラ・マンチャの男』（シアターBRAVA!・まつもと市民芸術館・帝国劇場） - アルドンザ[26]
- 2015年12 - 2016年1月、『レミング〜世界の涯まで連れてって〜』（プレイハウス・愛知県芸術劇場・森ノ宮ピロティホール） - 影山影子[27]
- 2016年4月、『THE LAST FLAPPER』（赤坂RED/THEATER） - ゼルダ[28]
- 2016年7 - 8月、『マイ・フェア・レディ』（東京芸術劇場） - イライザ[注釈 5]
- 2017年2月、『ビッグ・フィッシュ』（日生劇場） - サンドラ[29]
- 2017年4 - 5月、『スキップ』（サンシャイン劇場） - 大人の真理子[30]
- 2017年8 - 9月、『THE LAST FLAPPER』（赤坂RED/THEATER） - ゼルダ[31]
- 2017年11 - 12月、『この熱き私の激情』（天王洲 銀河劇場・アステールプラザ・北九州芸術劇場・ロームシアター京都・穂の国とよはし芸術劇場PLAT）[32]
- 2018年5月、『I DO! I DO!』（博品館劇場・兵庫県立芸術文化センター） - アグネス[33]
- 2018年10月、『タイタニック』（日本青年館・ドラマシティ） - アリス・ビーン[34]
- 2019年1月、『ナターシャ・ピエール・アンド・ザ・グレート・コメット・オブ・1812』（東京宝塚劇場） - エレン[35]
- 2019年2 - 3月、『LULU』（赤坂RED/THEATER） - ルル[36]
- 2019年6 - 7月、『PIPPIN』（東急シアターオーブ・愛知県芸術劇場・オリックス劇場・静岡市清水文化会館） - ファストラーダ[37]
- 2019年11 - 12月、『ビッグ・フィッシュ』（シアタークリエ・アイリス・兵庫県立芸術文化センター） - サンドラ・ブルーム[38]
- 2020年1 - 2月、『メアリー・ステュアート』（赤坂RED/THEATER） - メアリー・ステュアート[39]
- 2020年3月、『悪魔の毒毒モンスター』（よみうり大手町ホール）[40]
- 2020年10月、『ヴィヨン』（シアター風姿花伝）[41]
- 2021年1月、『東京原子核クラブ』（本多劇場）- 箕面富佐子[42]
- 2021年3 - 4月、『The PROM』（赤坂ACTシアター） - アンジー[43]
- 2021年10 - 11月、『ニュージーズ』（日生劇場・梅田芸術劇場） - メッダ[44]
- 2021年11月、『Greatest Moment』（梅田芸術劇場、東京国際フォーラム）[45]
- 2022年3月、『薔薇と海賊』（東京芸術劇場・茨木市市民総合センター） - 楓阿里子[46]
- 2022年8 - 9月、『ピピン』（東急シアターオーブ・オリックス劇場） - ファストラーダ[47]
- 2022年10 - 11月、『バイ・バイ・バーディー』（KAAT神奈川芸術劇場・森ノ宮ピロティホール・パルテノン多摩） - ローズ[48]
- 2023年1月、『悪魔の毒毒モンスター REBORN』（EX THEATRE ROPPONGI・サンケイホールブリーゼ）[49]
- 2023年3 - 6月、『マチルダ』（東急シアターオーブ・梅田芸術劇場） - ミセス・ワームウッド[50]
- 2023年9月、『三人姉妹』（自由劇場） - マーシャ[51]
- 2023年11 - 2024年2月、『連鎖街のひとびと』（紀伊國屋サザンシアターTAKASHIMAYA・他） - ハルビン・ジェニィ[52]
- 2024年4 - 5月、『ハネムーン・イン・ベガス』（東京建物 Brillia HALL・SkyシアターMBS） - ビー・シンガー[53]
- 2024年7 - 8月、『無伴奏ソナタ』（サンシャイン劇場・森ノ宮ピロティホール） - オリビアほか[54]
- 2024年10 - 11月、『ニュージーズ』（日生劇場・兵庫県立芸術文化センター・福岡サンパレス ホテル&ホール） - メッダ[55]
- 2025年3 - 5月、『ボニー&クライド』（シアタークリエ・森ノ宮ピロティホール・博多座・東海市芸術劇場） - エマ[56][57]
- 2025年10月、『近松心中物語』（KAAT神奈川芸術劇場）[58]
- 2026年1月、『フィガロ』（東京芸術劇場） - マルチェリーナ[59]

### ネット配信
- 『モリガタリ～怪談牡丹燈籠より・モリガタリ～短編集』（2020年9月18日・25日、unrato）[60]

### コンサート
- 2012年10月、『Amore e Musica 夢は果てしなく…』（青山劇場）[61]
- 2013年11 - 12月、『The Gentlewoman』（東京国際フォーラム・サンケイホールブリーゼ）[62]
- 2022年5月、『霧矢大夢 ビルボードライブ』（Billboard Live OSAKA・Billboard Live YOKOHAMA）[63]
- 2024年12月、『霧矢大夢 30th anniversary LIVE 2024』（COTTON CLUB・Billboard Live OSAKA）[64]

### ラジオドラマ
- 2019年10 - 11月、『紺碧のアルカディア』（全10回、NHK-FM）[65]
- 2021年8 - 9月、『1848』（全15回、NHK-FM） - カルニナリス夫人[66]

## 受賞歴
- 1999年、『宝塚歌劇団年度賞』 - 1998年度新人賞[67]
- 2000年、『宝塚歌劇団年度賞』 - 1999年度努力賞[67]
- 2001年、『宝塚歌劇団年度賞』 - 2000年度努力賞[67]
- 2006年、『宝塚歌劇団年度賞』 - 2005年度努力賞[68]
- 2009年、第64回『文化庁芸術祭賞』 - 演劇部門新人賞[1]
- 2011年、『宝塚歌劇団年度賞』 - 2010年度優秀賞[68]
- 2011年、『阪急すみれ会パンジー賞』 - 男役賞[69]
- 2014年、第22回『読売演劇大賞』 - 優秀女優賞[1]